# David Viry
David Viry (* 9. März 1989) ist ein ehemaliger französischer Skispringer.

## Werdegang
Viry feierte sein Debüt im internationalen Wettbewerb bei zwei Wettbewerben im Rahmen des FIS Cups am 3. und 4. Februar 2007 in Chaux-Neuve, bei denen er 31. und 37. wurde. Diese Einsätze waren für mehr als zwei Jahre auch seinen einzigen, da er seinen nächsten FIS-Cup-Wettbewerb erst wieder im Juli 2010 bestritt. Nach zwei siebten Plätzen im FIS Cup in Einsiedeln im Oktober 2010, durfte Viry im Dezember des Jahres in Vikersund im Continental Cup debütieren. Bei diesen Springen wurde er allerdings nur 60. und 69.
Bei den Französischen Meisterschaften 2011 in Courchevel gewann Viry die Silbermedaille im Einzelwettbewerb.
Sein bisher bestes Ergebnis im Continental Cup erzielte Viry im September 2012, als er in Klingenthal den 10. Platz erreichte. Viry startete bis 2014 hauptsächlich und regelmäßig im Continental Cup, in den letzten Jahren allerdings nur noch mit mäßigem Erfolg.
Sein Weltcupdebüt gab er im November 2013 im Teamspringen von Klingenthal. Es blieb sein einziges Weltcupspringen.

## Erfolge

### Nationale Erfolge
- Silbermedaille Französische Meisterschaften 2011 Einzel

### Continental-Cup-Platzierungen
| Saison  | Platz | Punkte |
| ------- | ----- | ------ |
| 2010/11 | 135.  | 02     |
| 2011/12 | 109.  | 09     |
| 2012/13 | 109.  | 18     |